# Dschagdygebirge
Das Dschagdygebirge (russisch (Хребет) Джагды, (Chrebet) Dschagdy) ist ein Mittelgebirge im russischen Fernen Osten (Ostasien).
Es wird im Westen vom Tal der Seja, in dem sich unter anderen die Seja-Talsperre und die Stadt Seja befinden, abgegrenzt. Dort schließt sich das Tukuringragebirge an. Im Südosten geht der Höhenrücken in das Selemdschagebirge über. Im Süden befindet sich die Seja-Bureja-Ebene. Nördlich des Dschagdygebirges liegen die Flusstäler von Seja und Uda.
Das etwa 250 km lange Dschagdygebirge ist bis zu 1.593 m hoch.